# 孫成
孫 成（そん せい、生年不詳 - 789年）は、唐の官僚。字は思退。博州武水県の出身。本貫は潞州渉県。

## 経歴
孫逖の子として生まれた。父の蔭官により仕官し、雲陽県尉・長安県尉となった。監察御史を経て、殿中侍御史に転じた。山南西道河西隴右等道副元帥の李抱玉の下で掌書記をつとめ、入朝して屯田・司勲二員外郎となった。母の喪のため辞職し、喪に服した。復職すると雲陽県令・長安県令を歴任した。兄の孫宿が華州刺史の任にあったとき、火事に驚いて口が利けなくなり、孫成は許しをえないまま華州にかけつけて見舞った。代宗は孫成の思いを褒めて、責めなかった。しばらくして孫成は倉部郎中・京兆少尹に転じた。信州刺史となり、飢饉の年に倉を開いて民衆を救った。後に蘇州刺史に転じた。貞元4年（788年）、桂州刺史・桂管観察使となった。貞元5年（789年）、死去した。
子の孫公器は、邕管経略使に上った。

## 伝記資料
- 『旧唐書』巻190 列伝第140中 文苑中
- 『新唐書』巻202 列伝第127 文芸中